# Eparchie machačkalská
Eparchie Machačkala je eparchie ruské pravoslavné církve nacházející se v Rusku.

## Území a titul biskupa
Zahrnuje správní hranice území republiky Dagestán.
Eparchiálnímu biskupovi náleží titul biskup machačkalský a derbentský.

## Historie
Historicky bylo území součástí astrachaňské eparchie. Po vzniku stavropolské eparchie roku 1842 se území přesunulo pod její jurisdikci.
Dne 28. prosince 1998 se území Dagestánu stalo součástí bakuské eparchie.
Dne 22. března 2011 se Dagestán, Čečensko a Ingušsko staly součástí vladikavkazské eparchie.
Dne 26. prosince 2012 byla rozhodnutím Svatého synodu zřízena samostatná machačkalská eparchie a to oddělením území z vladikavkazské eparchie.
Prvním eparchiálním biskupem se stal igumen Varlaam (Ponomarjov), duchovní vladimirské eparchie.

## Seznam biskupů
od 2013 Varlaam (Ponomarjov)